# Kvarteret Ångtvätten

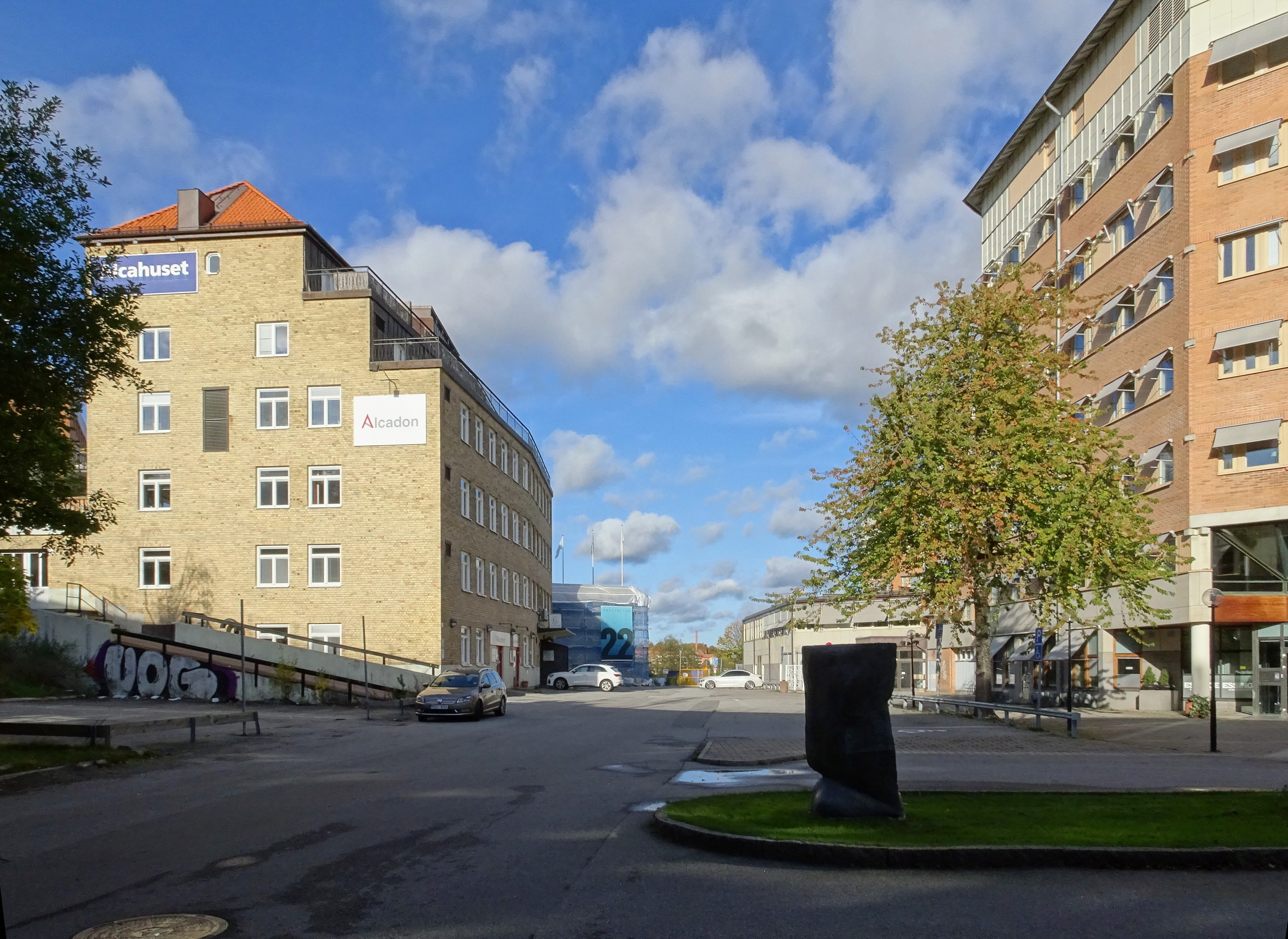
Kvarteret Ångtvätten vy norrut i oktober 2020. Till vänster Ångtvätten 12, till höger Ångtvätten 16, rakt fram Ångtvätten 22.

Kvarteret Ångtvätten är ett tidigare industriområde beläget på norra Stora Essingen i Stockholm. Kvarteret har sitt namn efter aktiebolaget Essinge Ångtvätt som hade sin verksamhet där mellan 1910 och 1963. Mellan 1940- och 1980-talen uppfördes flera industri- och kontorshus för bland annat Philips, Sparbanken Sverige och Sveriges Lärarförbund. För närvarande (2020) pågår planarbete med att möjliggöra en omvandling från kontor / industri till i huvudsak bostäder. Området ligger inom riksintresse för Mälaren med öar och strandområden.

## Historik

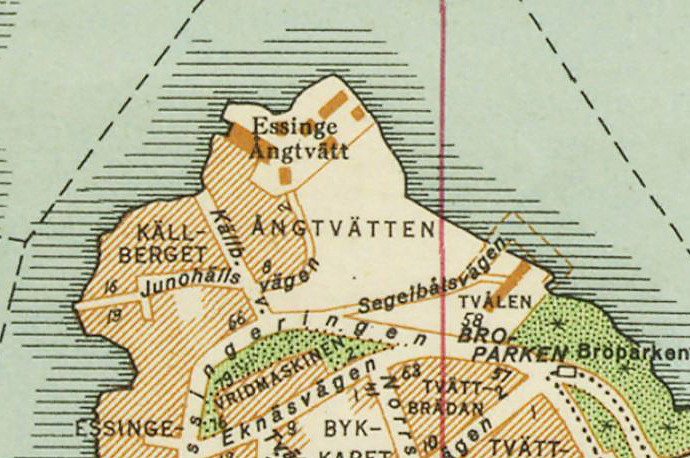
Kvarteret Ångtvätten 1944.

Det geografiska område som idag består huvudsakligen av kvarteret Ångtvätten var för cirka 1 500 år sedan en självständig ö, som genom landhöjningen växt samman med huvudön. Än idag kan man ana det tidigare sundet mellan de båda delarna som ungefär följer Essingeringens sträckning. Under 1800-talets slut fanns här bara en villa, kallad Källberg. 
År 1909 etablerade sig Essinge Ångtvätt på området och startade sin verksamhet den 24 januari 1910 med att tvätta för bland annat hotell, sjukhus, kungliga hovet och privatpersoner. Företaget var under lång tid Stora Essingens enda större industri och ägde även två ångbåtar för varu- och persontransporter, Essinge Ångtvätt I och Essinge Ångtvätt II. Anläggningens höga skorsten kom att bli ett landmärke som syntes från Lilla Essingen, Alvik, Traneberg och Fredhäll. Företaget bidrog även till att ön fick elektricitet 1920. 
Ångtvätten gav upphov till 14 tvättrelaterade kvartersnamn på norra delen av Stora Essingen, utöver Ångtvätten bland annat kvarteren Tvålen, Tvättkorgen, Tvättbrädan, Tvättbaljan, Bykkaret, Mangeln och Rotborsten. Även två gatunamn har anknytning till Essinge Ångtvätt: Strykerskevägen och Tvätterskevägen. Själva ångtvätten förstördes 1963 i en brand och verksamheten lades ner. 
Söder om kvarteret planerades på 1960-talet Brommagrenen, en stadsmotorväg som skulle gå från Essingeleden via Stora Essingen och sedan på en bro över till Alvik och vidare till Bromma flygplats. Brommagrenen skulle ta en del av ångtvättens gamla tomt i anspråk och det blev en av anledningarna att inte återuppbygga tvätteriet. Området förvärvades 1964 av byggföretaget ABV. Motorvägen och bron till Bromma blev aldrig byggda men i deras trafikreservat anlades Tvärbanan med Alviksbron och hållplats Stora Essingen, invigd i juni 2000. 

### Historiska bilder

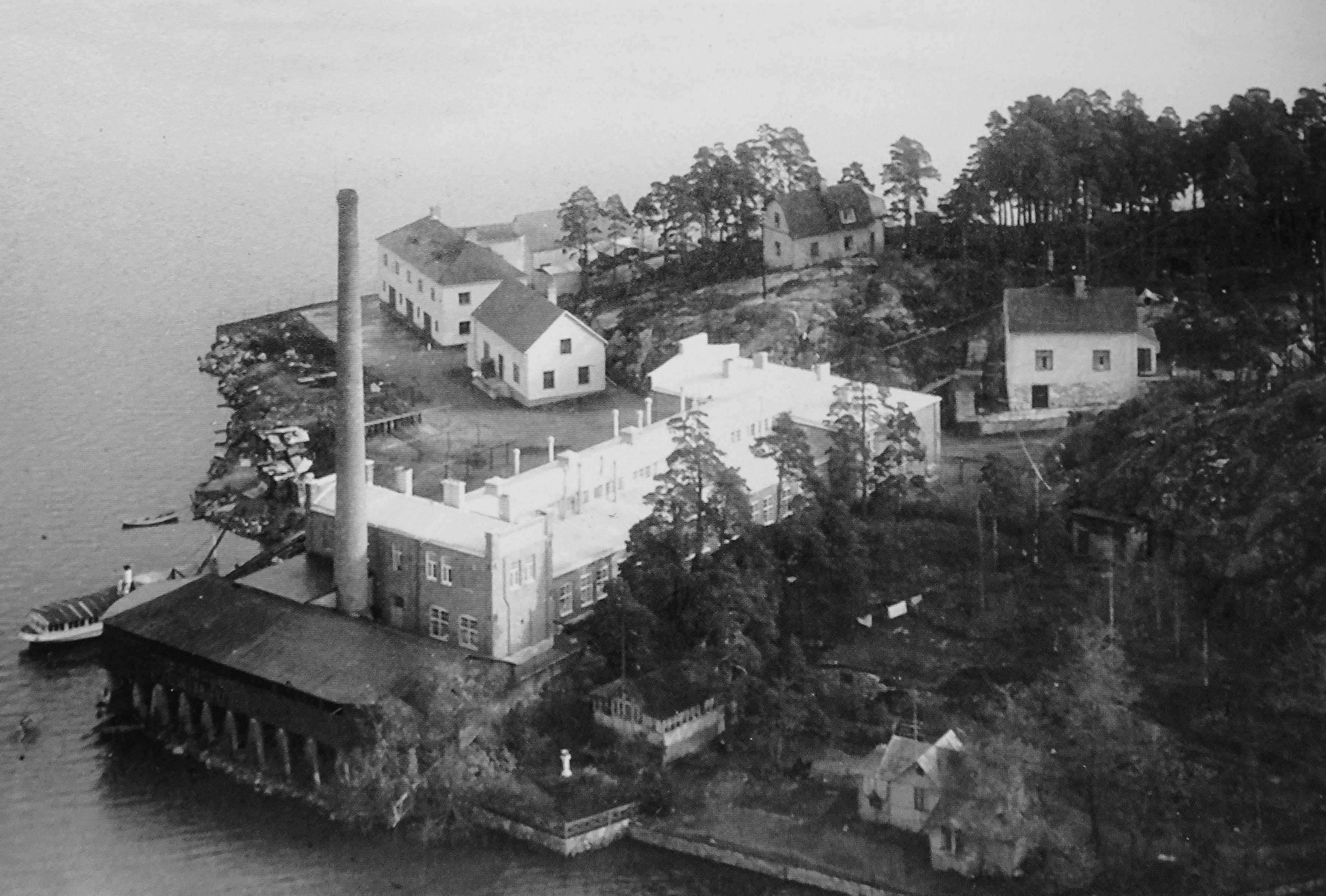
Essinge Ångtvätt, 1930.
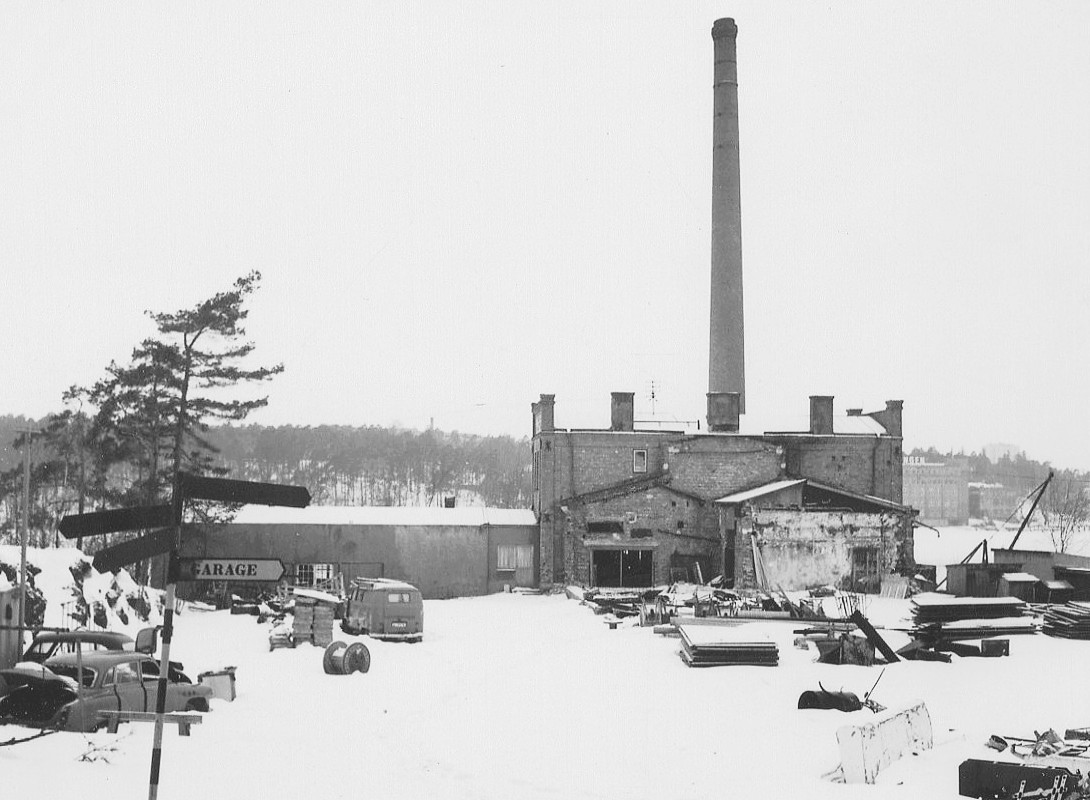
Essinge Ångtvätt efter branden 1967.
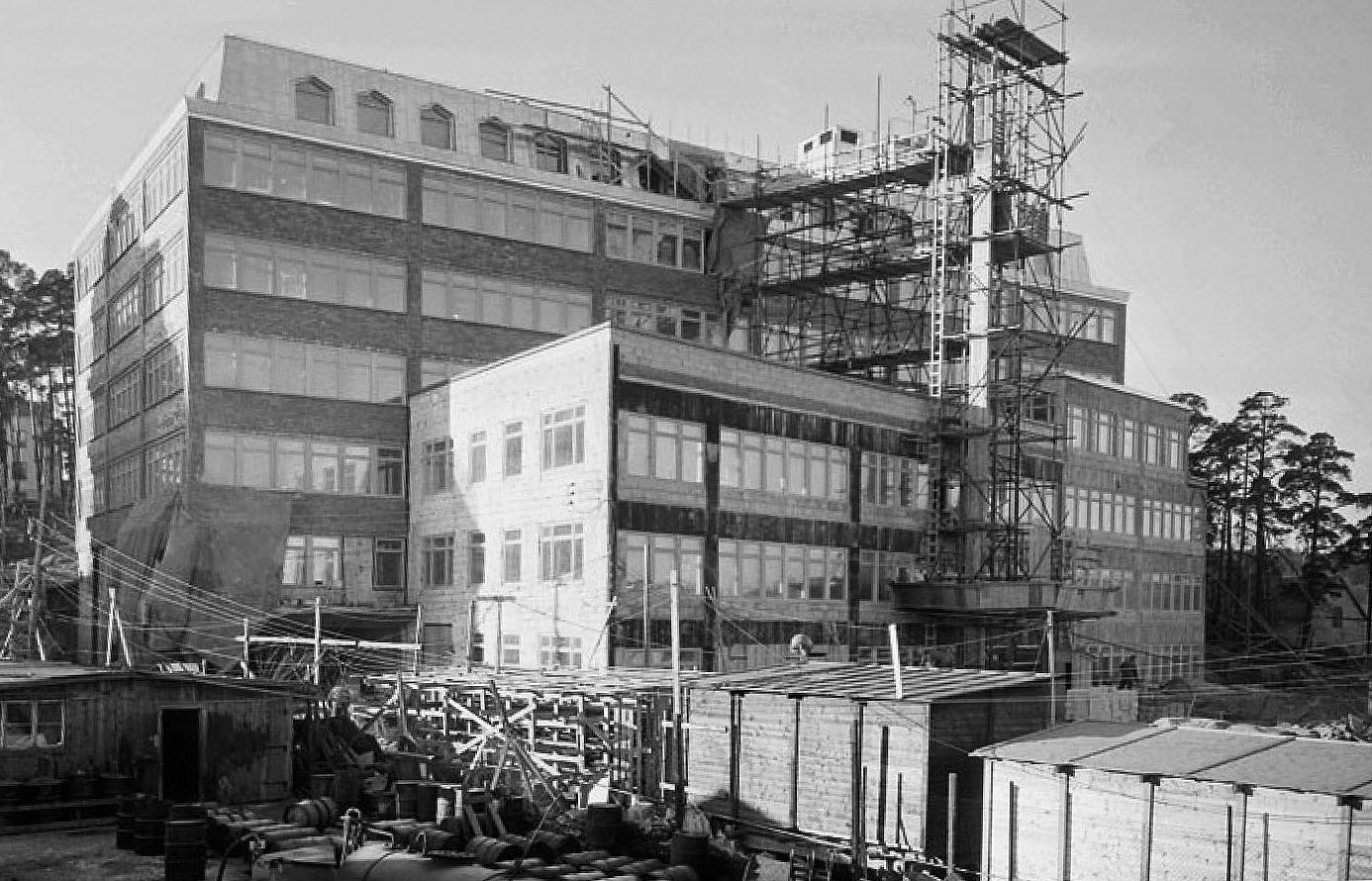
Ångtvätten 15 under uppförande, 1953.
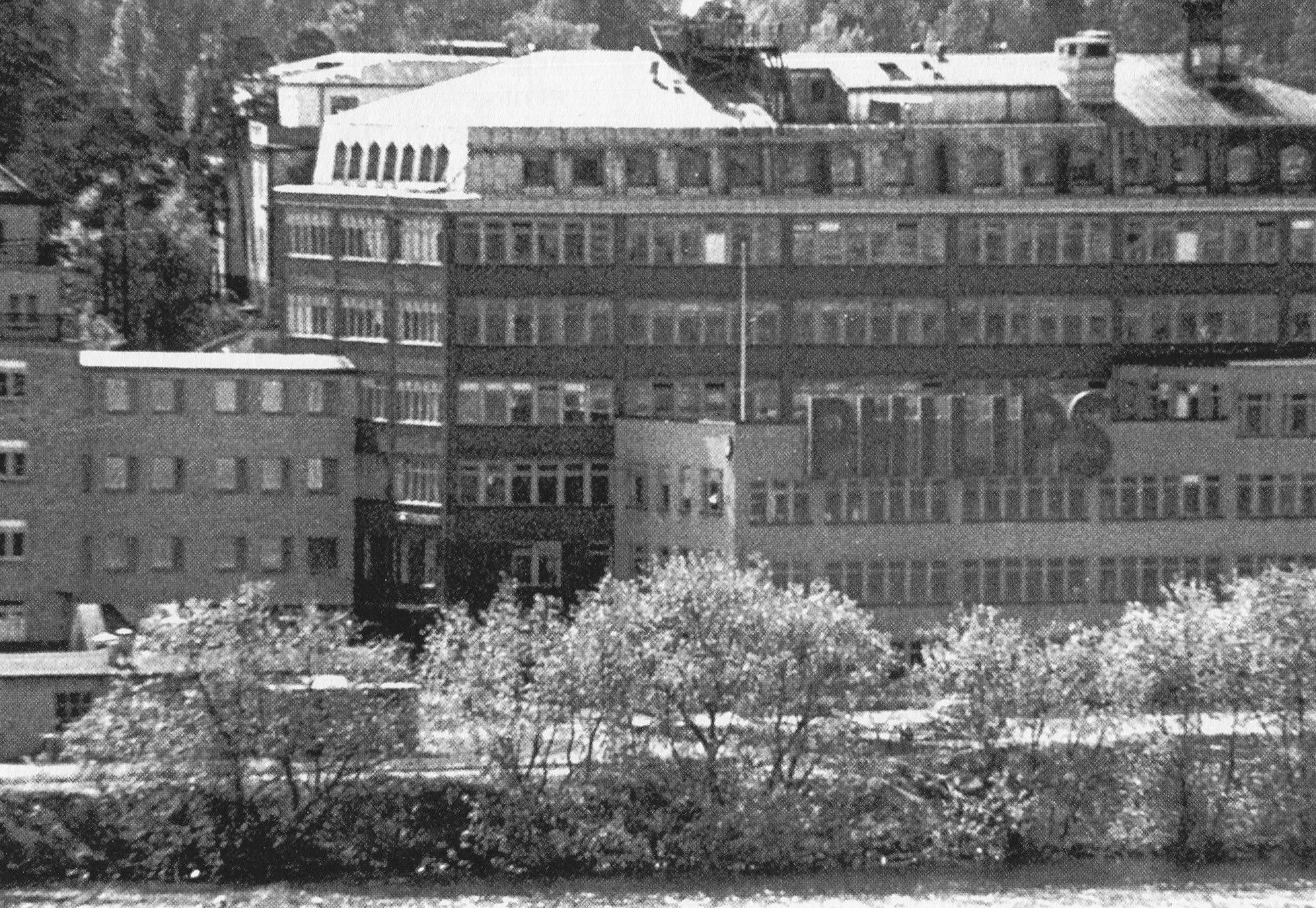
Ångtvätten 15 "Philipshuset", 1966.

## Bebyggelsen

### Ångtvätten 12
Söder om Essinge Ångtvätt tillkom under 1940-talets början ett kontors- och industrihus (dagens Ångtvätten 12) ritat av arkitekt Carl-Evin Sandberg och till en början kallat Ferodo-huset. Företaget Ferodo tillverkade bland annat bromsbackar. Därefter hade flera olika företag sina verksamheter i Ferodo-huset. Idag går byggnaden under benämningen Alca-huset efter företaget Alcadon som startades här 1988 och tillverkar produkter för tele- och datakommunikation.

### Ångtvätten 15
I början av 1950-talet uppfördes ytterligare ett kontors- och industrihus (dåvarande Ångtvätten 15, del av dagens Ångtvätten 22, hus B) efter ritningar av arkitekt Carl Westerlund. Hit flyttade Philips Teleindustri som tillverkade bland annat avancerad elektronik för svenska försvaret. Senare tog Philips även sin kommersiella avdelning för telekommunikation till kvarteret Ångtvätten. För den verksamheten nyttjades efter 1962 större delen av före detta Ferodo-huset som sammanfogades med en länkbyggnad med Ångtvätten 15. År 1968 flyttade Philips från Stora Essingen. Därefter förvärvades Ångtvätten 12 och 15 av ABV. Nu ägde ABV nästan samtliga fastigheter i kvarteret Ångtvätten och till Ångtvätten 15 (före detta Philips-huset) flyttade man även sitt huvudkontor.

### Ångtvätten 22
Essinge Ångtvätt förstördes i en brand 1963 och verksamheten upphörde. Panncentralen med den höga fabriksskorstenen stod kvar några år till. Tomten ägdes sedan 1964 av ABV som i februari 1979 sålde hela sitt markinnehav till Fastighets AB Eko för 35 miljoner kronor. Under slutet av 1970-talet förvärvades ångtvättstomten (dåvarande Ångtvätten 21) av Sparbanken Sverige som lät uppföra ett stort tegelkomplex i åtta våningar vilket sammanlänkades genom en förbindelsebyggnad med gamla Philips-huset från 1950-talet. Arkitekt var Sparbankernas eget arkitektkontor SAC och byggnadsentreprenör var ABV. Hit flyttade sedan Sparbankernas Data AB (Spadab) med stor datacentral under mark. Fram till 2019 satt Swedbanks IT-avdelning i byggnaderna som då ägdes av AMF. Swedbank var största hyresgäst.

### Ångtvätten 16
Den fjärde byggnadsvolymen utgörs av fastigheten Ångtvätten 16, också ägd av ABV som sålde den 1981 till Sveriges Lärarförbund. Byggnaden kallas även Lärarnas Hus och kom till efter en arkitekttävling. Det stora komplexet uppfördes i början av 1980-talet efter ritningar av Coordinator arkitekter under ledning av arkitekt Allan Westerman och med Tyréns som konstruktör. Byggherre var Sveriges Lärarförbund och byggmästare Kullenbergs. Fasadernas material består av ljusrött tegel, gulgrå sandsten, gråröd granit, ljusgrå plåt och gulmålat betong (vid uteserveringen). Byggnaden innehåller bland annat en kongressal (Essingesalen) för 450 personer och en restaurang (Mälarterrassen).
Husets trappar i flera kroppar ner mot Essinge Strandväg i öster. Här anlades även Lärarbryggan. Invigningen ägde rum den 12 september 1984 och förrättades av dåvarande utrikesministern Lennart Bodström. 1998 utfördes en tillbyggnad också under ledning av Allan Westerman. Hela komplexet kostade 120 miljoner kronor. Lärarnas brygga trafikerades mellan 1984 och 2004 av fartyget Angantyr som personalen vid Lärarnas Hus och andra kunde ta till och från sina arbetsplatser i kvarteret Ångtvätten.

### Nutida bilder

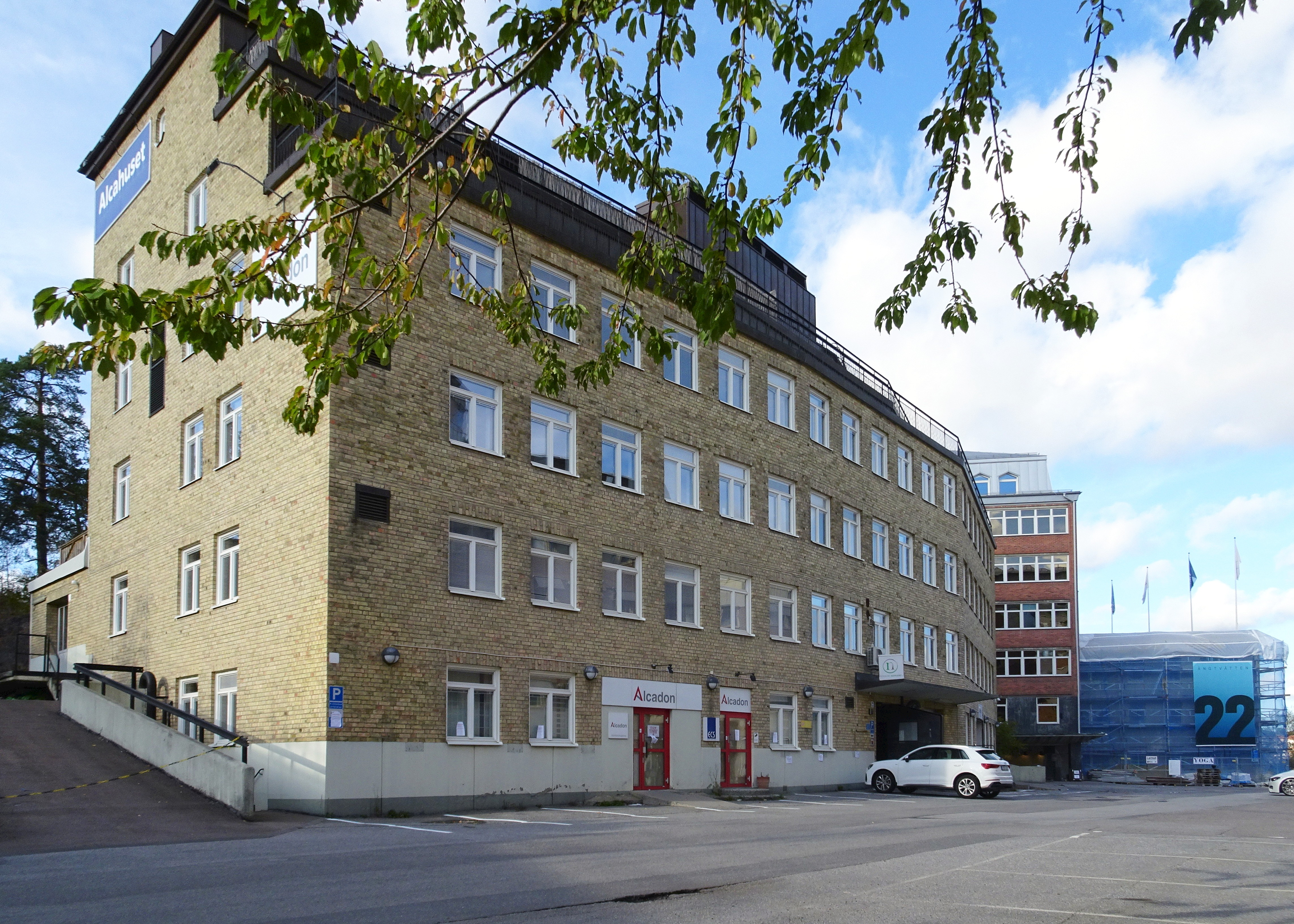
Ångtvätten 12.
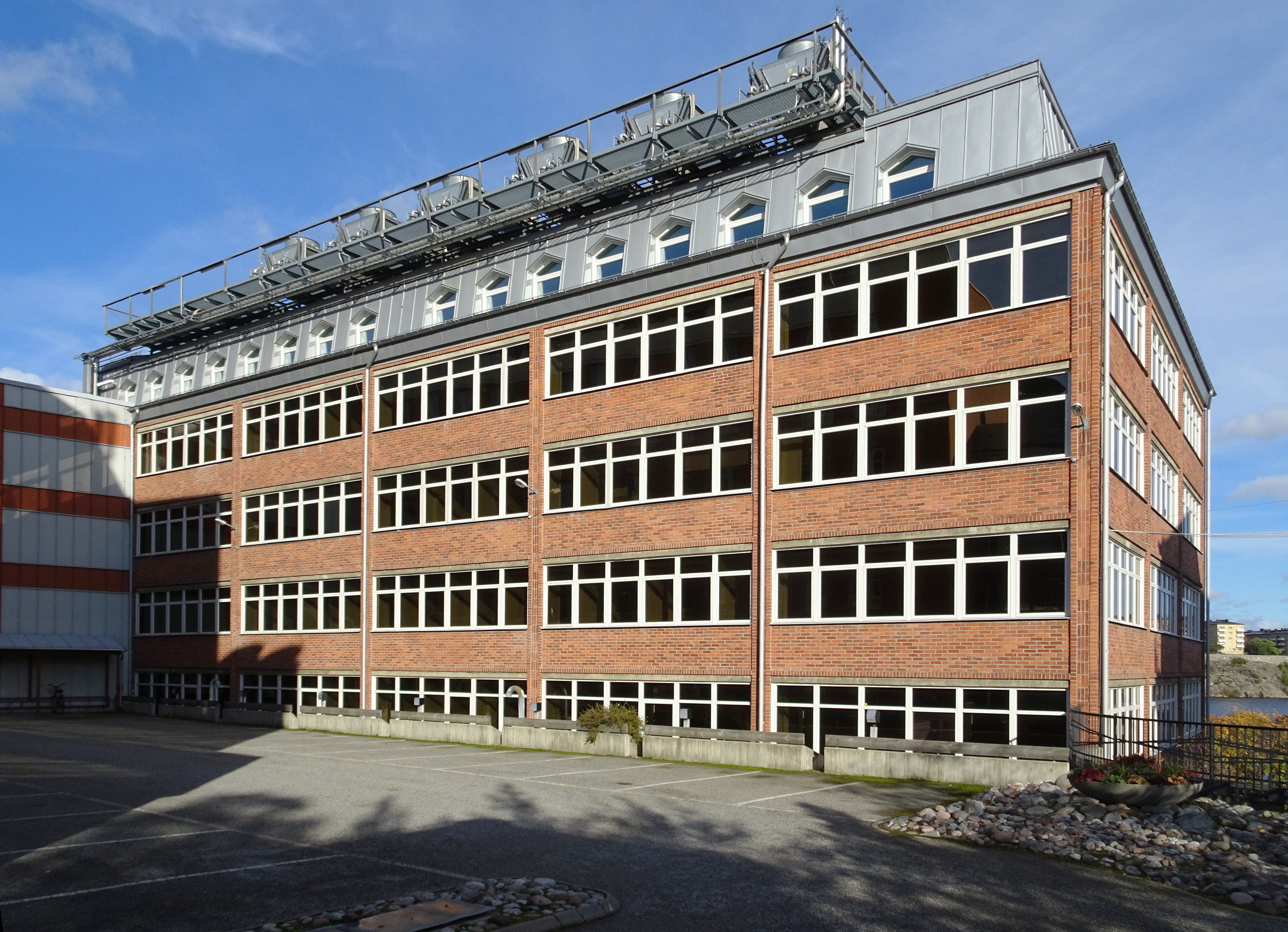
Ångtvätten 22, hus B.
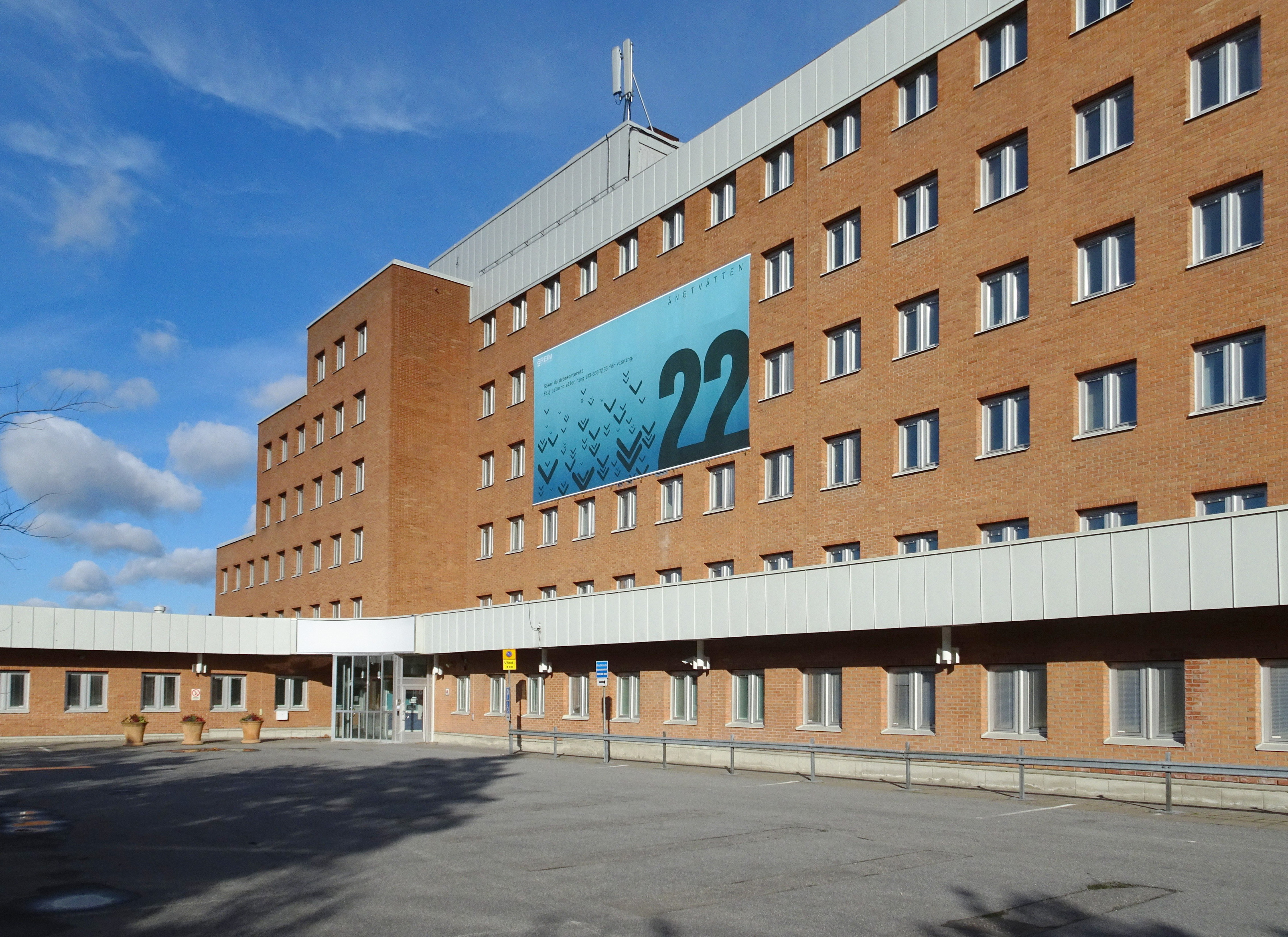
Ångtvätten 22, hus A.
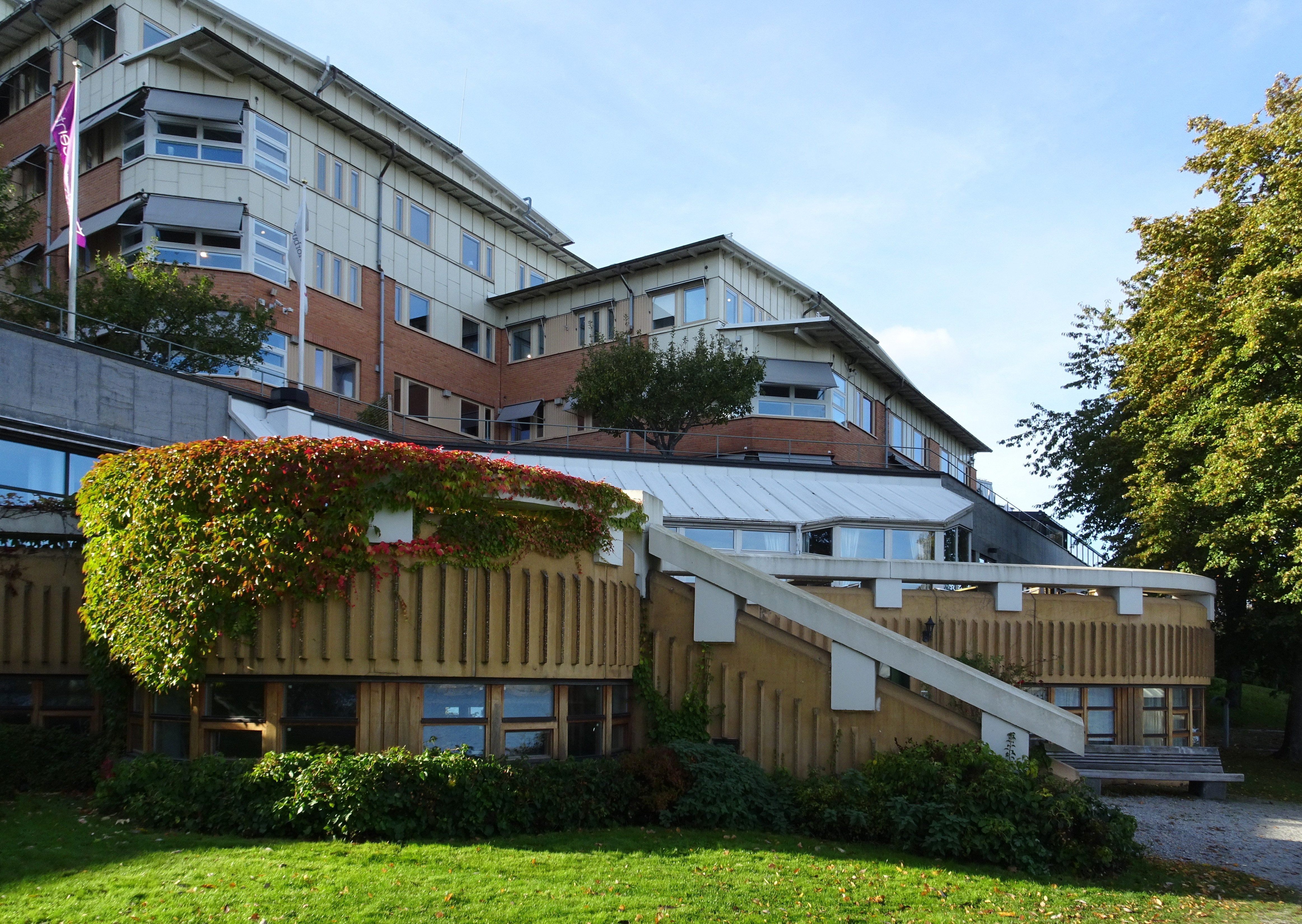
Ångtvätten 16.

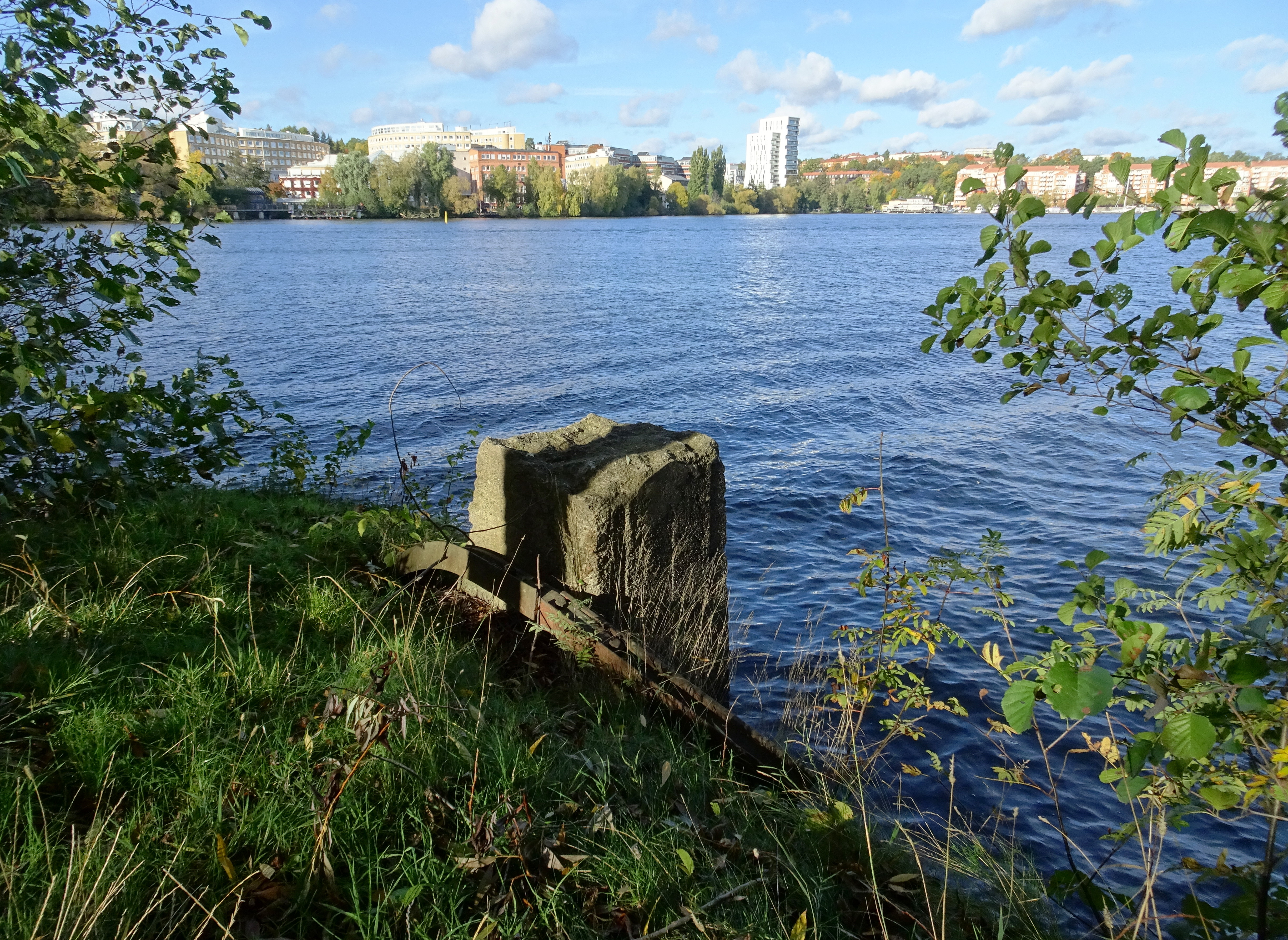
Sista resterna efter Essinge Ångtvätt.
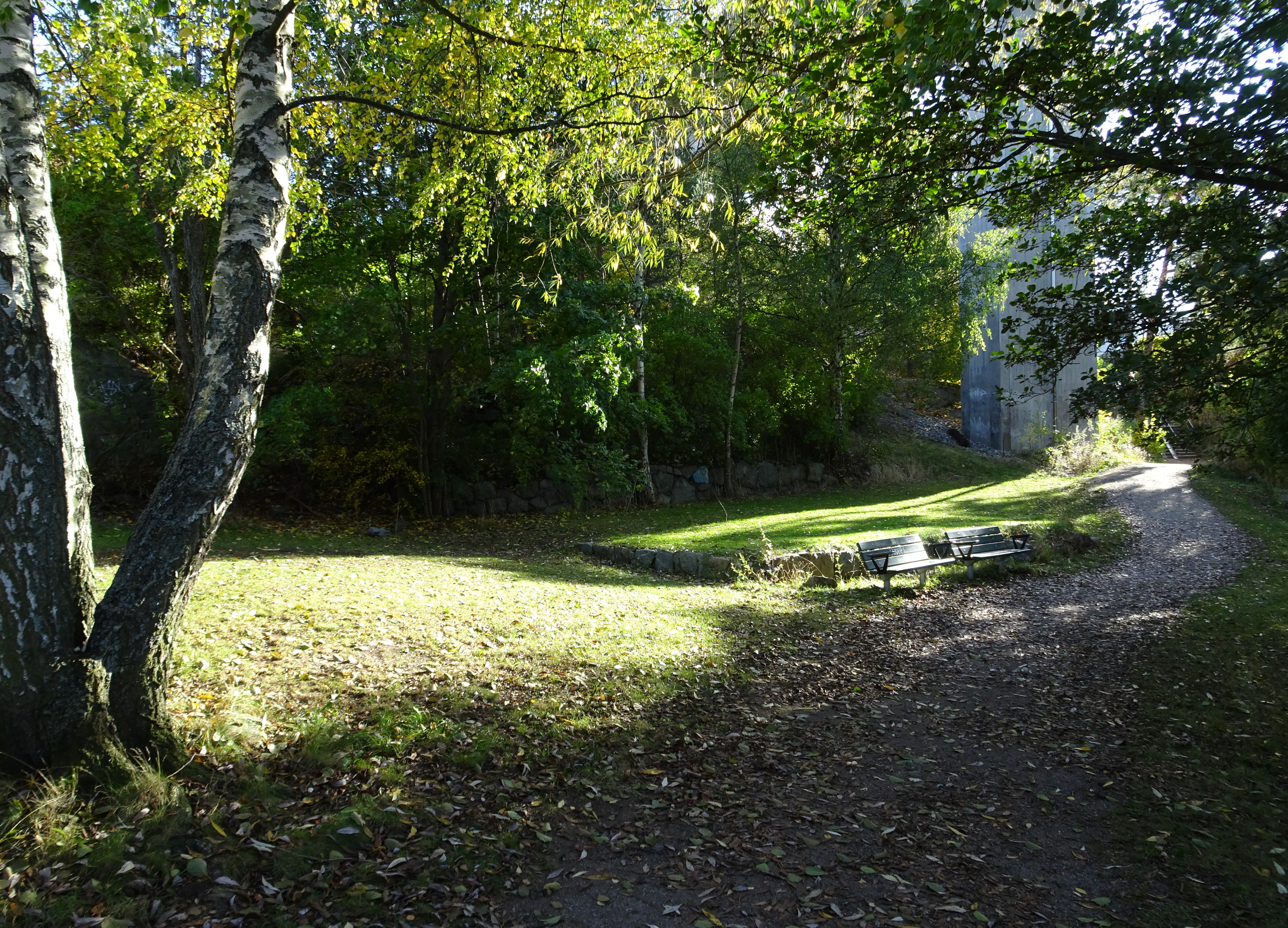
Husgrund vid Essinge Strandstig, vy söderut.
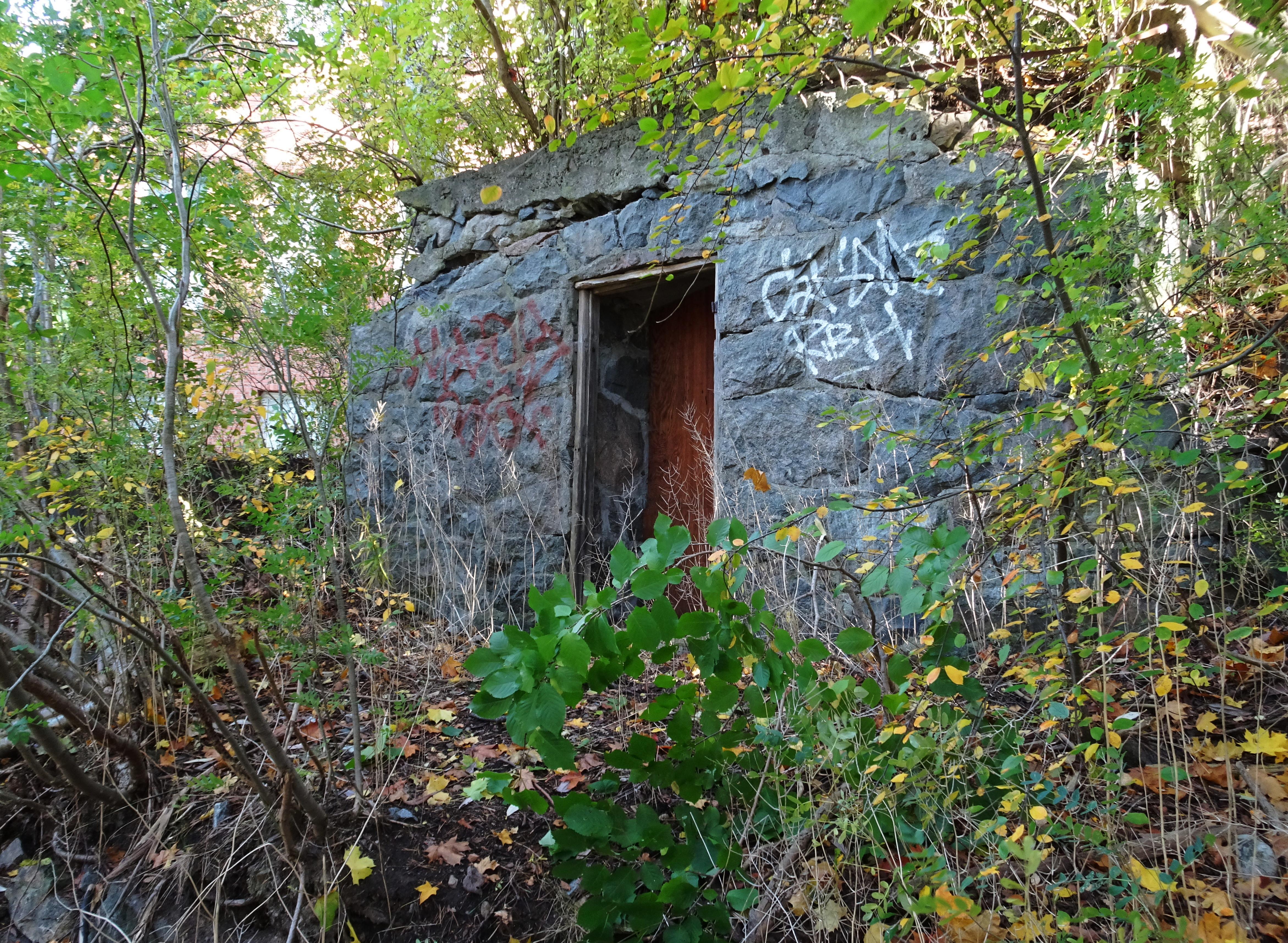
Ångtvättens gamla jordkällare vid Essinge Strandstig.
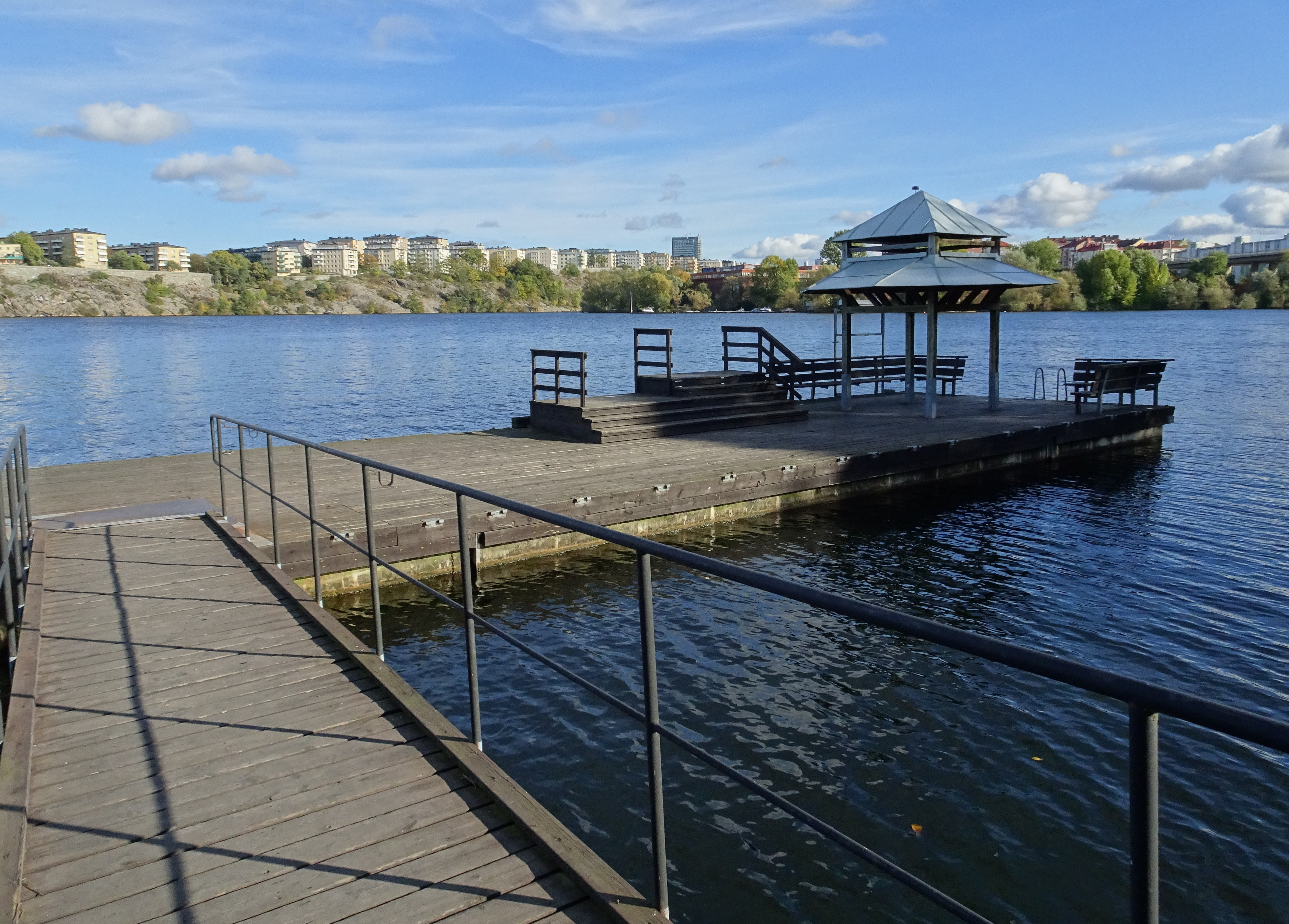
Lärarbryggan.

## Kvarteret under förändring
I Översiktsplan för Stockholms stad är området utpekat som en del av den centrala stadens utvidgning. Enligt ett planförslag till nygestaltning av kvarteret Ångtvätten med angränsande kvarter kommer området att bebyggas med bostäder, kontor, verksamheter och förskolor. Förslaget berörde ursprungligen fastigheterna Ångtvätten 22, 16, 12, Tvålen 4 och 7 samt Tvättkorgen 2 och 3.
År 2019 lämnade Swedbank fastigheten Ångtvätten 22 som samtidigt förvärvades av fastighetsbolaget Areim för omkring 700 miljoner kronor. Tidigare planer på att riva kontorshuset och bygga bostäder skrinlades. Areim kommer att rusta upp fastigheten och hyr ut den som kontor med arbetsplatser för upp till 4 000 personer.
År 2019 sålde även Sveriges Lärarförbund sin fastighet Ångtvätten 16, förbundet sitter dock kvar till 2022. Köpare var JM som vill riva kontorshuset och bygga cirka 230 bostäder istället. För att köpet skall fullföljas krävs dock att en ny detaljplan antas som beräknas vinna laga kraft under år 2022.
Ångtvätten 12 berörs inte längre av den planerade förändringen i kvarteret. Fastighetsägaren har inte ansökt om planändring och planförslaget avser inte ändra markanvändningen från kontor till något annat.